# Eugène de Courten
Philippe Guillaume Louis Eugène De Courten Marchese di Sampeyre (Sierre, 21 maggio 1715 – Torino, 11 gennaio 1802) è stato un generale svizzero, veterano della guerra di successione polacca e della guerra di successione austriaca. Nel corso della guerra della prima coalizione guidò la ritirata delle truppe piemontesi dalla Contea di Nizza.

## Biografia

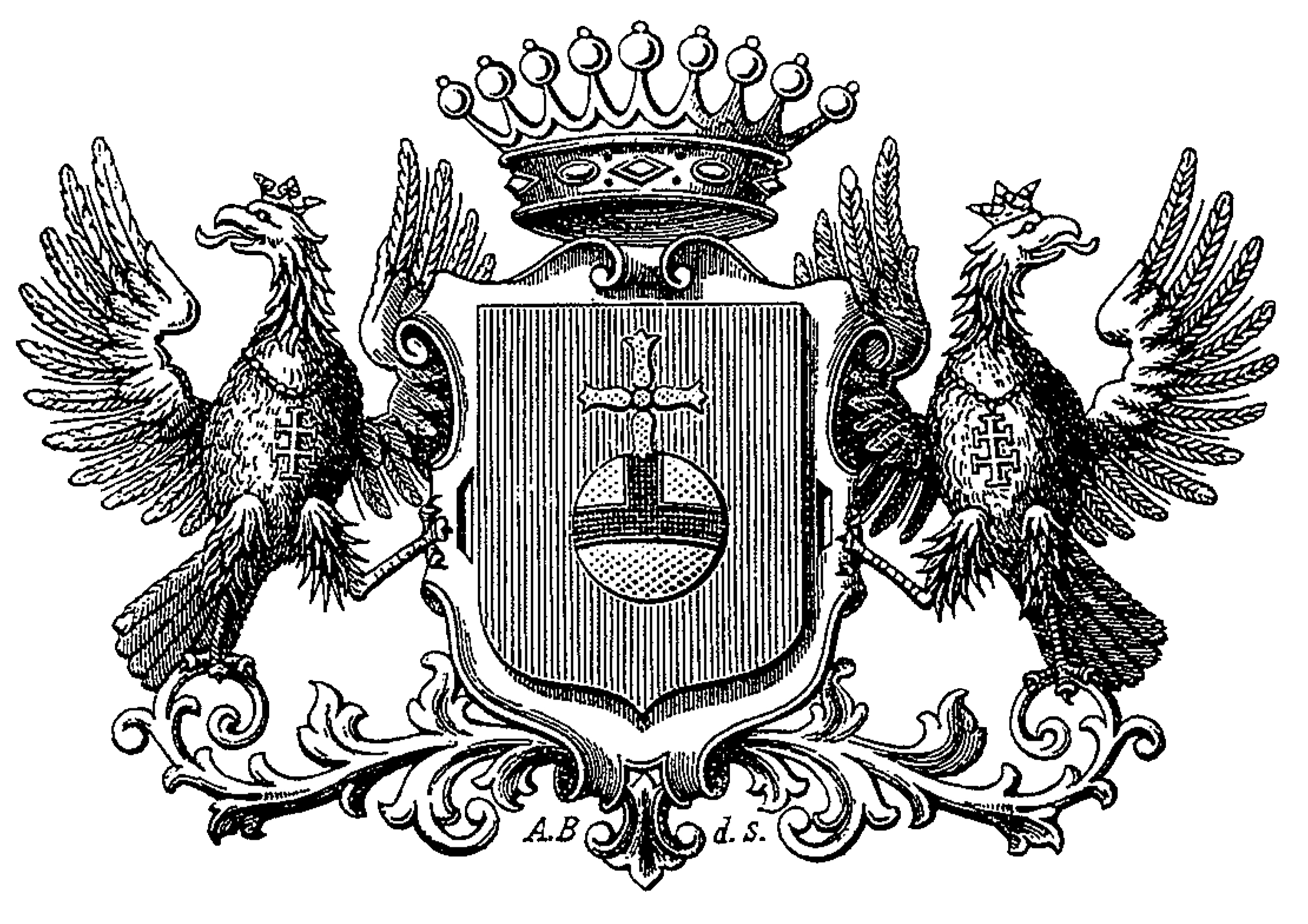

Nacque a Serre il 21 maggio 1715, figlio di Eugène e Anne-Marie-Catherine Blatter. Nel 1731 entrò  al servizio del regno di Sardegna come cadetto nel Reggimento "de Belmont". 
Divenuto alfiere soprannumerario il 4 febbraio 1732,  fu nominato capitano tenente in una compagnia vallesana di nuova leva il 20 gennaio 1734. Partecipò alla campagna militare del 1735, capitano proprietario il 15 maggio 1742, prese parte alla campagna militare del 1742-1748. 
Ricevette rango e anzianità di maggiore il 26 maggio 1762, divenendo maggiore effettivo nel Reggimento "Sutter" il 7 marzo 1766. Promosso tenente colonnello del Reggimento "Kalbermatten" il 14 luglio 1768, divenne colonnello di fanteria il 12 marzo 1771. Cavaliere dell'Ordine dei Santi Maurizio e Lazzaro il 6 settembre 1774, brigadiere il 22 settembre dello stesso anno. Colonnello comandante la Brigata Vallesana, fu promosso maggior generale il 26 novembre 1780, capo e colonnello proprietario di reggimento il 30 marzo 1782. Elevato al rango di tenente generale il 5 dicembre 1785, dopo lo scoppio della guerra delle Alpi comandò la difesa della contea di Nizza e tentò di impedire la conquista da parte della Francia dei territori della contea. Dopo la battaglia di Nizza diresse la ritirata delle forze piemontesi alla posizione di Saorgio, e nel 1793 fu nominato governatore di Cuneo. Nel 1794 sposò a Torino la signora Teresa Borgia, la coppia non ebbe figli. Nel 1795 fu nominato comandante della guardia svizzera, e si spense a Torino l'11 gennaio 1802.

### Annotazioni
1. ↑  Nel 1782 rilevò il Reggimento di proprietà dapprima di Bruno de Kalbermatten (1700-1762) e poi di suo fratello Grégoire (1712-1792).

### Fonti
1. 1 2 3 4 5 6 7 8  Ilari, Shama 2008, p. 181.
2. ↑  Bianchi 2012, p. 125.
3. 1 2  Bianchi 2012, p. 126.